# F1 Race Stars
Az F1 Race Stars gokartversenyzős videójáték, melyet a Codemasters fejlesztett és jelentetett meg. A játék 2012 novemberében jelent meg Microsoft Windows, PlayStation 3 és Xbox 360 platformokra. A játék a 2012-es Formula–1 világbajnokságon alapul, azonban a versenypályákat áttervezték és hurkok, ugratók és levágások is szerepelnek rajtuk. A Race Stars a Formula–1 videójáték-sorozat spin-offja, a Codemasters első gokartversenyzős játéka. A játékos olyan valós Formula–1-versenyzők képregényes változatával játszhat, mint Sebastian Vettel, Lewis Hamilton, Kimi Räikkönen, Nico Rosberg, Mark Webber, Michael Schumacher vagy Fernando Alonso. A játékot 2012. július 13-án a San Diego Comic-Con Internationalen jelentették be. A Codemasters leírása szerint a játék inkább a szórakoztatásra és nem a szimulációra helyezi a hangsúlyt. 2012. december 6-án bejelentették, hogy a játékot átírják Wii U-ra, a játék 2014. január 16-án jelent meg a platformra F1 Race Stars: Powered Up Edition címmel.

## Játékmenet
A 2012-es Formula–1 világbajnokságon indult 12 csapat 24 versenyzője játszható szereplőként jelenik meg a játékban, melyeket két kitalált csapat – a TecNova-Star két női pilótájával, Ruby Powerrel és Jessica Chekkerrel, illetve a Satsu-Aceler Josh Merit nevű férfi és Hosihara Kira nevű női versenyzőjével egészítettek ki. A játékban kezdetben 11 versenypálya érhető el, melyeket a 2012-es szezon 20 valós versenypályájáról mintáztak, azonban számos a gokartversenyzős videójátékokra jellemző módosításokkal egészítették ki azokat. Példának okáért az abu-dzabi nagydíj egyes részei a pálya mellett, a Ferrari World vidámparkban található Formula Rossa hullámvasúton alapulnak. A Codemasters a játékhoz számos fizetős letölthető tartalmat is megjelentetett. A játék minden egyes versenypályájának bizonyos kanyarjaiban KERS-gyorsítócsíkok, míg a pálya egyes részein dobozok vannak elszórva, melyekből fegyvereket lehet szerezni. Ha a versenyautókat eltalálják a fegyverekkel, akkor az sebződik és bizonyos mennyiségű sérülés után ki kell állnia a bokszutcába, hogy tartani tudja a végsebességét.

## Letölthető tartalmak
A játékhoz négy, az európai (Valencia), az indiai, a kanadai és a kínai nagydíjon alapuló versenypályát is megjelentettek fizetős letölthető tartalom formájában.

## Fordítás
- Ez a szócikk részben vagy egészben  a   F1 Race Stars című angol Wikipédia-szócikk ezen változatának fordításán alapul.  Az eredeti cikk szerkesztőit annak laptörténete sorolja fel. Ez a jelzés csupán a megfogalmazás eredetét és a szerzői jogokat jelzi, nem szolgál a cikkben szereplő információk forrásmegjelöléseként.